# Janine Veeren
Janine Veeren (Den Haag, 25 januari 1947) is een Nederlands actrice.
Veeren studeerde af aan de acteursopleiding van de Toneelacademie in Maastricht. Zij volgde cursussen On Method Acting, Directing The Actor en Acteren voor de camera bij de Amerikaanse actrice Delia Salvi en een aantal workshops bij de Amerikaan Warren Robertson. Zij speelde bij verschillende toneelgezelschappen en in ad-hocproducties onder regie van Adrian Brine, Jo Dua, Guido de Moor e.a. Ook speelde zij in film- en tv-producties, onder anderen Ava en Gabriël van Felix de Rooy, Hartzeer van Jan van den Berg, Bureau Kruislaan, Kees & Co.
Landelijke bekendheid kreeg ze door haar rol als Maria de Jong in Goede tijden, slechte tijden. Een rol die ze tussen 1995 en 1997 speelde. Eind 2002 speelde ze de rol van Jae Shin in de bekroonde dramaserie Westenwind.
Naast haar werk als actrice voor film, tv, simulaties en bedrijfstrainingen geeft Janine spellessen. Verder schreef en regisseerde ze tot 2012 toneel- en musicalproducties bij Cultuurcentrum Griffioen van de Vrije Universiteit. Ze is momenteel nog steeds werkzaam als regisseuse bij Toneelgroep Glas.

## Overzicht producties

### Toneel
Verschillende producties bij onder andere:
- Het Rotterdams Toneel
- Het Nieuw Rotterdams Toneel
- De Haagse Comedie
- De Noorder Compagnie
- Spiegeltheater
- Perspekt
- Cosmic
- Colline

### Film en televisie
- Amsterdam 700
- Bureau Kruislaan
- Onderweg naar Morgen
- Goede tijden, slechte tijden
- Kees & Co
- Westenwind
- Goeie Mie
- Hartzeer
- Dag Jan
- Ava en Gabriël

### Regie
- Bloemen Mozes - Cultuurcentrum Griffioen
- Wonderful Land - Cultuurcentrum Griffioen
- Casino Nero - Cultuurcentrum Griffioen
- Romeo en Julia - Cultuurcentrum Griffioen
- Midzomernachtdroom - Cultuurcenrtum Griffioen
- De man uit Acapulco - Toneelgroep Glas
- De kale zangeres – Toneelgroep Glas
- De kersentuin – Toneelgroep Glas

En vele andere toneelstukken en musicals